# Komori
Komori su otočna država u južnoj Africi. Nalaze se u Mozambičkom kanalu između otoka Madagaskara i afričkog kopna. Sastoje se od tri veća vulkanska otoka: Njazidja (Grande Comore, 1.148 km²), Nzwani (Anjouan, 425 km²) i Mwali (Mohéli, 290 km²) i nekoliko manjih. Obližnji otok Mayotte, na kojeg Komori polažu pravo, francuska je kolonija.
Komori se ubrajaju među najsiromašnije zemlje svijeta. Gospodarstvo se osniva na poljoprivredi i ribarstvu, stranoj pomoći i doznakama radnika iz inozemstva. BDP je u 2002. bio 700 USD po stanovniku, mjereno po PPP-u.
Jedan od osnovnih političkih problema ostaje i pitanje statusa otoka Mayotte.

## Povijest
Otoke su od 15. stoljeća naseljavali i islamizirali Arapi. Nakon kratkotrajne okupacije Portugalaca (1500. – 1506.) i njihova protjerivanja na otočje doseljava se veci broj Bantu-crnaca s afričkog kopna. Od 18. stoljeća dolaze stanovnici s Madagaskara, a od sredine 19. stoljeća otoci su postali francuski protektorat. U prvoj polovici 20. stoljeća francuska kolonija, od 1958. francuski prekomorski teritorij. Godine 1975. proglašena je nezavisnost na području naseljenom muslimanskim stanovništvom, dok je otok Mayotte ostao francuski posjed.
Od osamostaljenja Komori su izrazito politički nestabilni, s čak 19 državnih udara ili pokušaja udara. Godine 1997. otoci Anjouan (3. kolovoza) i Mohéli (11. kolovoza) proglasili su neovisnost na što je vlada odgovorila neuspjelim pokušajem oružanog zauzimanja otoka. Otok Mohéli se vratio u okrilje Komora 1998, a 2002. je ratificirao novi ustav Komora (izglasan 2001.), koji daje široku autonomiju pojedinim otocima, uključujući i pravo na biranje vlastitog predsjednika. Anjouan je vraćen u okrilje Komora nakon invazije koje su izvele oružane snage Komora uz podršku vojnika Afričke unije. Vlastodržac Mohamed Bacar je pobjegao na otok Mayotte, a Anjouan je potpuno vraćen pod komorsku kontrolu. Francuska je odbila izručita Bacara, naveodeći kao razlog mogućnost progona, iako ga je i sama procesuirala zbog ulaska na njezin teritorij s oružjem.
Nakon osvajanja predsjedničkih izbora 2010., dotadašnji potpredsjednik Ikililou Dhoinine 26. svibnja 2011. postaje predsjednikom. Kao član vladajuće stranke, Dhoinine je imao podršku dotadašnjeg predsjednika Sambija. Dhoinine, farmaceut po zvanju, je prvi predsjednik Komora porijekom s otoka Mohéli.